# Świadkowie Jehowy w Tunezji

Tunezja na globie ziemskim

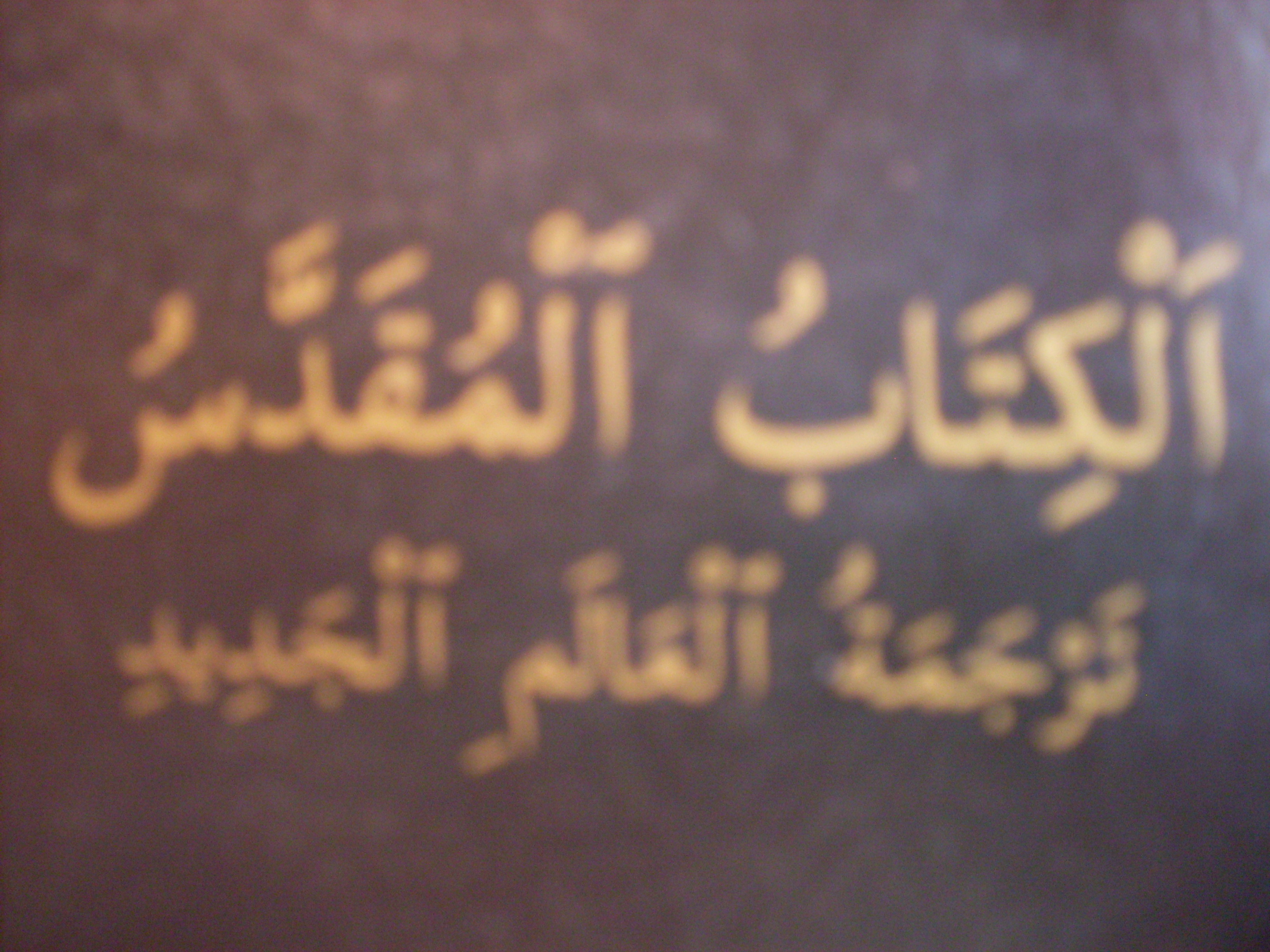
Pismo Święte w Przekładzie Nowego Świata w języku arabskim wydano w 1998 roku (część) oraz w 2004 roku (całość)

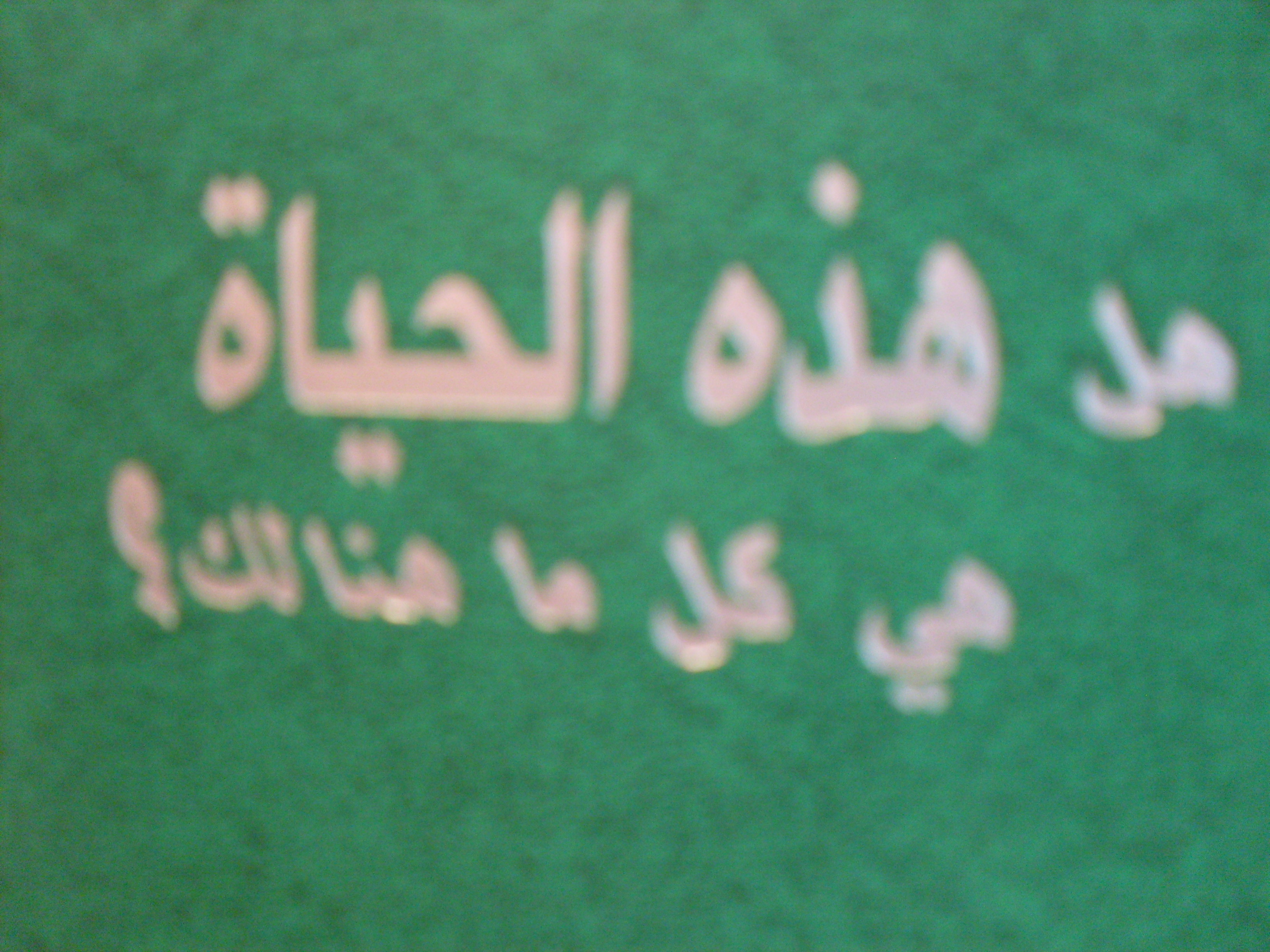
Czy na tym życiu wszystko się kończy? w języku arabskim

Świadkowie Jehowy w Tunezji – społeczność wyznaniowa w Tunezji, należąca do ogólnoświatowej wspólnoty Świadków Jehowy.
Społeczność Świadków Jehowy w Tunezji należy do zboru w Tunisie i prowadzących działalność kaznodziejską nieoficjalnie, ponieważ ich wyznanie jest w tym kraju niezalegalizowane – z tego powodu szczegółowa liczebność członków wyznania nie jest podawana do wiadomości publicznej. Działalność Świadków Jehowy w Tunezji koordynuje francuskie Biuro Oddziału.
Według danych z lat 2005–2009 w kraju działało 50 głosicieli, z których połowa nie jest rodowitymi Tunezyjczykami.

## Historia

### Początki
Historia działalności religijnej tego wyznania w Tunezji sięga roku 1952, kiedy oficjalne statystyki odnotowały pierwszego Świadka Jehowy. W ciągu dwóch lat liczba wyznawców wzrosła do 29 w jedynym zborze, a w roku 1955 – do 35. W 1956 roku pięcioosobowa rodzina Świadków Jehowy musiała opuścić Tunezję w obawie przed negatywnymi reakcjami na prowadzoną przez nich działalność ewangelizacyjną. Rodzina ta przeniosła się do Maroka, aby tam dalej głosić.
Na początku lat 60. XX wieku Annie Bianucci działała w Tunezji jako tzw. pionier specjalny. W tym okresie Tunezję odwiedzał misjonarz – absolwent Biblijnej Szkoły Strażnicy – Gilead – Emmanuel Paterakis, który był również nadzorcą strefy (przedstawiciel Biura Głównego Świadków Jehowy), nadzorującym działalność w 26 krajach północnoafrykańskich i Bliskiego Wschodu. W 1961 roku liczba głosicieli wynosiła 74 osoby.

### Ograniczenia działalności
W 1964 roku Liga Arabska wydała dekret, według którego Świadków Jehowy uznała za syjonistów. Wielu ówczesnych cudzoziemskich wyznawców zmuszonych było do opuszczenia Tunezji – niektórzy z nich wyjechali do Francji i innych krajów.
W późniejszym okresie liczba wyznawców w tym islamskim kraju wahała się pomiędzy 30 a 60.
W sierpniu 2001 roku delegacja Świadków Jehowy z Tunezji uczestniczyła w kongresie międzynarodowym „Nauczyciele słowa Bożego” w Rzymie, a latem 2009 roku w kongresie międzynarodowym „Czuwajcie!” w Rzymie.
Świadkowie Jehowy wydają publikacje w języku arabskim, również w dialekcie tunezyjskim. W tym dialekcie dostępny jest także oficjalny serwis internetowy – jw.org.
Ostatnie opublikowane oficjalnie sprawozdanie Świadków Jehowy z Tunezji pochodzi z 1993 roku. Obecnie sprawozdanie z działalności w tym kraju dołączane jest do ogólnego z 33 krajów, w których działalność Świadków Jehowy jest ograniczona prawnie lub zakazana.